# Pandemija
Pandemija označava širenje zarazne bolesti u širokim zemljopisnim regijama, kontinentalnih ili globalnih razmjera. 

## Definicija
Pandemije nisu lokalno ograničene za razliku od epidemija.
Kod životinjskih bolesti koristi se pojam panzootija.
Čak i u slučaju pandemije postoje i područja koja nisu zahvaćena zaraznom bolešću. Udaljena područja, neke planinske doline ili usamljeni ljudi na otocima mogu biti pošteđeni od infekcija.
Pojam pandemija nastao je od starogrčke riječi pan 'sve' i demos 'narod', pa se radi o događaju koji pogađa sve pripadnike naroda.

## Dosadašnje pandemije
Svjetska zdravstvena organizacija proglasila je 11. ožujka 2020. pandemiju koronavirusa COVID-19.
Dosadašnje pandemije bile su: H1N1 (2009.), HIV-1 (1981.), španjolska gripa (1918.), velike boginje (1870.), kuga (1347.) i COVID-19 (2020.).

## Vanjske poveznice
- Influenza pandemic preparedness. ECDC (engl)
- Pandemic Influenza Risk Management. WHO Interim Guidance  Arhivirana inačica izvorne stranice od 15. veljače 2014. (Wayback Machine): Pandemie-Plan WHO (engl.)
- Pandemic Basics des U.S. Department of Health & Human Services

|  | Molimo pročitajte upozorenje o korištenju medicinskih informacija. Ne provodite liječenje bez savjetovanja s liječnikom! |